# Ким Хёджа
Ким Хёджа (кор. 김혜자?, 金惠子?; род. 25 октября 1941 года, Кэйдзё, Кэйкидо, Генерал-губернаторство Корея) — южнокорейская актриса и филантроп. Наиболее известна южнокорейским зрителям как воплощение архетипа матери в популярных телесериалах, таких как «Жизнь в деревне» (1980–2002), «Что такое любовь?» (1991), «Море матери» (1993) и «Роза и бобовый росток» (1999). Ким получила международное признание критиков за свои роли в таких проектах, как нуар-триллер «Мать» (2009) и телесериалы «Ослепительно» (2019) и «Наш блюз» (2022).
Девятикратная лауреатка престижной премии «Пэксан», лауреатка Азиатской кинопремии и Премии Ассоциации кинокритиков Лос-Анджелеса. Четырёхкратная номинантка на кинопремию «Большой колокол» и номинантка на кинопремию «Голубой дракон».

## Ранняя жизнь
Ким родилась 25 октября 1941 года в Кэйдзё (ныне Сеул), провинция Кэйкидо (ныне Кёнгидо), Генерал-губернаторство Корея.
Она училась в Женском университете Ихва по специальности «Изобразительное искусство», но затем бросила учёбу, чтобы начать карьеру актрисы.

## Карьера
Ким дебютировала в кино в 1963 году и снялась более чем в 90 телевизионных сериалах, среди которых «Я продаю счастье» (1978), «Песочный замок» (1988), «Зимний туман» (1989), «Что такое любовь?» (1991), «Море матери» (1993), «Ты и я» (1997) и «Роза и бобовый росток» (1999). Особое внимание заслуживает сериал «Жизнь в деревне», в котором она снималась на протяжении 22 лет. Эта роль сделала Ким известной и закрепила её образ в сознании южнокорейских зрителей как иконы, воплощающей безусловную любовь и самопожертвование матери. Благодаря своему образу, олицетворяющему семейные ценности, компания CJ CheilJedang наняла её для продвижения своих продуктов и участия в рекламе на протяжении почти 30 лет, с 1975 по 2002 год.
Ким, наиболее активная в сфере телевидения на протяжении четырёх десятилетий, получила звание «Лучшая актриса» на Международном кинофестивале в Маниле в 1983 году за фильм «Поздняя осень». Она также иногда выступала в театральных постановках и мюзиклах. Ким является рекордсменкой по количеству побед в категории «Дэсан» (высшая награда) на премии MBC Drama Awards, выиграв её три раза: в 1988, 1992 и 1999 годах. Кроме того, она стала первой и единственной, кто выиграл эту награду четыре раза на престижной премии «Пэксан» в 1979, 1989, 2009 и 2019 годах.
С возрастом Ким выразила разочарование тем, что её ограничивают ролями второго плана. В 2008 году сценарист Ким Сухён предложил ей главную роль в сериале «У мамы рога». Ким сыграла женщину, которая объявляет о годовом перерыве от семьи после десятилетий жизни в роли домохозяйки, заботящейся о трёх детях, муже и свёкре-вдовце. Персонаж Ким отошёл от стереотипных образов южнокорейских телевизионных матерей, стремясь к независимости. Первоначальные опасения, что зрители сочтут её героиню несимпатичной, оказались беспочвенными: сериал достиг пика популярности с рейтингом 42,7%.
В 2009 году в карьере Ким произошёл ещё один поворотный момент, когда её утвердили на роль в своём первом фильме спустя десять лет после «Майонеза» (1999). Известный режиссёр Пон Джун Хо давно был поклонником Ким и хотел создать фильм, в центре которого была бы эта опытная актриса. Однако он также осознавал, что быть национальным символом материнства может быть для Ким не только честью, но и бременем. Поэтому он решил создать роль, которая бы продемонстрировала таланты Ким и показала двойственность материнства. На протяжении четырёх лет он убеждал её принять участие в проекте. В фильме «Мать» Ким удивила корейских зрителей своей интенсивной игрой, исполнив роль матери среднего возраста, которая одержима любовью к своему умственно отсталому сыну и стремится доказать его невиновность после обвинения в убийстве. Пон сказал, что отказался бы от проекта, если бы Ким не согласилась на его предложение: «Без Ким Хёджа фильм „Мать“ не существовал бы». Ким ответила взаимностью, отметив, что Пон помог ей «активизировать все клетки, которые были в её теле». Фильм получил признание критиков как в Корее, так и на международных кинофестивалях, а Ким была удостоена множества наград за свою актёрскую игру. Она стала первой корейской актрисой, получившей звание лучшей актрисы от Ассоциации кинокритиков Лос-Анджелеса.
С 2011 по 2012 год Ким исполняла главную роль в ситкоме «Я живу в Чхондам-доне», одном из первых проектов недавно запущенного кабельного канала JTBC. Это был первый ситком в карьере Ким, продолжавшейся 48 лет. В сериале её героиня вместе с семьёй переезжает в ветхое здание в богатом районе южного Сеула и пытается не отставать от своих состоятельных соседей.
В период с 2013 по 2014 год она вернулась в театр с постановкой «Оскар, Письма к Богу» — корейской сценической адаптацией французского романа «Оскар и Розовая Дама». В этом моноспектакле Ким исполнила 11 ролей, включая Оскара — десятилетнего мальчика, умирающего от лейкемии, и медсестру (по имени Чанми или Бабушка Роуз), которой он доверяет свои тайны.
В конце 2014 года она исполнила роль богатой и капризной вдовы в фильме «Как украсть собаку», основанном на одноимённом романе Барбары О'Коннор.
В ноябре 2018 года стало известно, что Ким Хёджа присоединилась к главному состава сериала «Ослепительно» вместе с Нам Джухёком, Хан Джимин и Сон Ходжуном. Сериал рассказывает о любовной истории между женщиной, обладающей способностью путешествовать во времени, но оказавшейся запутанной в сложной временной линии (её играют Хан Джимин и Ким Хёджа), и мужчиной, который бездумно растрачивает самые яркие дни своей юности, ведя вялую жизнь (Нам Джухёк). Премьера состоялась в феврале, а по данным Nielsen Korea, 12 марта рейтинг дорамы вырос в среднем до 7,9% по всей стране. В Сеуле, где проживает 10 миллионов человек, рейтинг составил 9,5%. Дорама продолжила победную серию, став самой популярной дорамой, транслирующейся в период с понедельника по вторник. За свою роль Ким Хёджа была в четвёртый раз удостоена премии «Пэксан» в категории «Гран-при — телевидение» (Дэсан).

## Другая деятельность

### Посол
Ким является послом доброй воли некоммерческой христианской организации помощи World Vision Korea с 1991 года. Она посетила лагеря беженцев в регионах, пострадавших от войны и бедности, более чем в 20 странах мира, включая Эфиопию, Кению, Индию, Бангладеш и Сьерра-Леоне. Ким также спонсирует 103 детей из развивающихся стран. В 2004 году она написала и опубликовала книгу под названием «Не бей кого-то, даже цветами», в которой поделилась своими переживаниями. Все доходы от продажи книги были направлены на помощь детям из малообеспеченных семей в Северной Корее.

### Благотворительность
В марте 2023 года Ким пожертвовала ₩100 миллионов на помощь пострадавшим от землетрясения в Турции и Сирии 2023 года, сделав взнос через организацию World Vision.

## Фильмография

### Кино
| Год  | Название           | Роль            |
| ---- | ------------------ | --------------- |
| 1982 | Поздняя осень      | Херим           |
| 1999 | Майонез            | Мама            |
| 2009 | Мать               | Мать            |
| 2014 | Как украсть собаку | Пожилая женщина |
| 2017 | Путь               | Сунэ            |

### Телевидение
| Год       | Название                        | Роль                      | Ист.   |
| --------- | ------------------------------- | ------------------------- | ------ |
| 1969      | Муж-лягушка                     |                           |        |
| 1971      | Старший инспектор               |                           |        |
| 1975      | Дневник Невесты                 |                           |        |
| 1977      | Я сожалею об этом               |                           |        |
| 1978      | Я продаю счастье                |                           |        |
| 1978      | Даже если подует ветер          |                           |        |
| 1979      | Мама, мне нравится папа         |                           |        |
| 1980–2002 | Жизнь в деревне                 | Жена председателя Кима    |        |
| 1980      | Ган-ян-рок                      |                           |        |
| 1980      | Терминал                        |                           |        |
| 1981      | Давайте любить друг друга       |                           |        |
| 1982      | Вчера и Завтра                  |                           |        |
| 1983      | Младенец                        |                           |        |
| 1984      | Пропавший                       |                           |        |
| 1985      | 500 лет Чосону: «Орхидея ветра» | Мунджон-ванху             |        |
| 1986      | Первая любовь                   |                           |        |
| 1988      | Песочный замок                  | Чан Хёнджу                |        |
| 1989      | Вторая республика               | Ким Оксук                 |        |
| 1989      | Зимний туман                    | Со Мёнэ                   |        |
| 1989      | Твой тост                       | Джин Сансим               |        |
| 1989      | Счастливая женщина              |                           |        |
| 1990      | Чего хотят женщины?             | Чонхи                     |        |
| 1990      | Всё ещё сорок пять              |                           |        |
| 1991      | Что такое Любовь?               | Йео Сунджа                |        |
| 1992      | Две женщины                     | О Хеджон                  |        |
| 1993      | Море матери                     | Ёнхи                      |        |
| 1994      | Земля людей                     | Ким Шильдан               |        |
| 1995      | Женщина                         | Сон Минсук                |        |
| 1996      | Соленая скумбрия                | Ким Гонсим                |        |
| 1997      | История твоей матери            |                           |        |
| 1997      | Ты и я                          | Ким Ынсун                 |        |
| 1999      | Роза и бобовый росток           | Ли Пильнё                 |        |
| 2002      | С тех пор, как мы встретились   | Чо Намдык                 |        |
| 2004      | Осень шефа Хона                 | Хио Ёнсук                 |        |
| 2005      | Улыбка весеннего дня            | Пак Нэсун                 |        |
| 2006      | Дворец                          | Вдовствующая королева Пак |        |
| 2008      | У мамы рога                     | Ким Ханджа                |        |
| 2011      | Я живу в Чхондам-доне           | Ким Хёджа                 |        |
| 2015      | Недобрые женщины                | Кан Сунок                 |        |
| 2016      | Дорогие мои друзья              | Чо Хиджа                  |        |
| 2019      | Ослепительно                    | Ким Хёджа                 | [ 28 ] |
| 2021      | Жизнь в деревне 2021            | Жена председателя Кима    | [ 29 ] |
| 2022      | Наш блюз                        | Кан Окдон                 | [ 30 ] |
| 2025      | Прекраснее, чем небеса          | Ли Хэсук                  | [ 31 ] |

## Театр
| Год       | Название                           | Роль                                  |
| --------- | ---------------------------------- | ------------------------------------- |
| 1987      | Прежде чем Петух Пропоет Над Иудой |                                       |
| 1991      | 19 и 80                            | Мод                                   |
| 1997      | Король давид                       |                                       |
|           | Безумный день, или Женитьба Фигаро |                                       |
|           | Наша Бродвейская мама              |                                       |
| 2001      | Ширли Валентайн                    | Ширли Валентайн                       |
| 2007      | Сомнение: Притча                   | Сестра Алоизиус                       |
| 2013–2014 | Оскар, Письма к Богу               | Оскар/ Чанми/Родители/Пегги Блу и др. |

## Награды и номинации
| Награда                               | Год  | Категория                                                          | Работа / Номинант            | Результат | Ист.                        |
| ------------------------------------- | ---- | ------------------------------------------------------------------ | ---------------------------- | --------- | --------------------------- |
| Премия «Пэксан»                       | 1966 | Лучшая новая актриса — телевидение                                 |                              | Победа    |                             |
| Премия «Пэксан»                       | 1976 | Лучшая женская роль — телевидение                                  | Дневник невесты              | Победа    |                             |
| Премия «Пэксан»                       | 1978 | Лучшая женская роль — телевидение                                  | Ты                           | Победа    |                             |
| Премия «Пэксан»                       | 1979 | Гран-при — телевидение                                             | Я продаю счастье             | Победа    |                             |
| Премия «Пэксан»                       | 1979 | Лучшая женская роль — телевидение                                  | Я продаю счастье             | Победа    |                             |
| Премия «Пэксан»                       | 1989 | Гран-при — телевидение                                             | Зимний туман; Песочный замок | Победа    |                             |
| Премия «Пэксан»                       | 1989 | Лучшая женская роль — телевидение                                  | Зимний туман; Песочный замок | Победа    |                             |
| Премия «Пэксан»                       | 2009 | Гран-при — телевидение                                             | У мамы рога                  | Победа    |                             |
| Премия «Пэксан»                       | 2009 | Лучшая женская роль — телевидение                                  | У мамы рога                  | Номинация |                             |
| Премия «Пэксан»                       | 2010 | Лучшая женская роль — кино                                         | Мать                         | Номинация |                             |
| Премия «Пэксан»                       | 2019 | Гран-при — телевидение                                             | Ослепительно                 | Победа    | [ 33 ] [ 34 ]               |
| Премия «Пэксан»                       | 2019 | Лучшая женская роль — телевидение                                  | Ослепительно                 | Номинация | [ 33 ] [ 34 ]               |
| Кинопремия «Большой колокол»          | 1982 | Лучшая женская роль                                                | Поздняя осень                | Номинация |                             |
| Кинопремия «Большой колокол»          | 1999 | Лучшая женская роль                                                | Майонез                      | Номинация |                             |
| Кинопремия «Большой колокол»          | 2009 | Лучшая женская роль                                                | Мать                         | Номинация |                             |
| Кинопремия «Большой колокол»          | 2015 | Лучшая женская роль второго плана                                  | Как украсть собаку           | Номинация |                             |
| Кинопремия «Голубой дракон»           | 2009 | Лучшая женская роль                                                | Мать                         | Номинация |                             |
| Азиатская кинопремия                  | 2010 | Лучшая женская роль                                                | Мать                         | Победа    | [ 35 ]                      |
| MBC Drama Awards                      | 1988 | Гран-при (Дэсан)                                                   | Песоный замок                | Победа    |                             |
| MBC Drama Awards                      | 1992 | Гран-при (Дэсан)                                                   | Что такое Любовь?            | Победа    |                             |
| MBC Drama Awards                      | 1999 | Гран-при (Дэсан)                                                   | Роза и бобовый росток        | Победа    |                             |
| KBS Drama Awards                      | 2008 | Гран-при (Дэсан)                                                   | У мамы рога                  | Номинация |                             |
| KBS Drama Awards                      | 2008 | Превосходые достижения, актриса                                    | У мамы рога                  | Победа    |                             |
| KBS Drama Awards                      | 2015 | Превосходые достижения, актриса                                    | Недобрые женщины             | Номинация |                             |
| KBS Drama Awards                      | 2015 | Выдающиеся достижения, Актриса в сериале средней продолжительности | Недобрые женщины             | Номинация |                             |
| KBS Drama Awards                      | 2015 | Продюсерская награда (выбирается продюсерами из KBS, SBS & MBC)    | Недобрые женщины             | Победа    |                             |
| Международный кинофестиваль в Маниле  | 1983 | Лучшая женская роль                                                | Поздняя осень                | Победа    |                             |
| Зал славы MBC                         | 2002 | Ким Хёджа                                                          | Ким Хёджа                    | Почётная  |                             |
| Ассоциация кинокритиков Лос-Анджелеса | 2010 | Лучшая женская роль                                                | Мать                         | Победа    | [ 36 ] [ 37 ] [ 38 ] [ 39 ] |
| Азиатская телепремия                  | 2019 | Лучшая актриса в главной роли                                      | Ослепительно                 | Номинация |                             |